# Rattus feliceus
Rattus feliceus es una especie de roedor de la familia Muridae.

## Distribución geográfica
Se encuentra en Indonesia en la isla Ceram.